# Нима Милашелулуј (Муреш)
Нима Милашелулуј (рум. Nima Milășelului) насеље је у Румунији у округу Муреш у општини Крајешти. Oпштина се налази на надморској висини од 363 m.

## Становништво
Према подацима из 2002. године у насељу је живело 15 становника, од којих су сви румунске националности.